# Michael Ovalle
Mark Michael «Pato» Ovalle Picón (Lima, 27 de mayo de 1976) es un comediante, locutor radial,  empresario e imitador peruano, que ha destacado en diferentes programas cómicos de su país.

## Primeros años
Mark Michael Ovalle Picón nació el 27 de mayo de 1976 en la capital peruana Lima, proveniente de una familia de clase media baja.[cita requerida] Cursó sus estudios escolares en el Colegio Juan Pablo II y tras terminarlos, comenzó a estudiar la carrera de ciencias de la comunicación en el Cepea Asociación de Radio y Televisión.[cita requerida]

## Trayectoria
Comenzó su carrera artística a los diez años, participando recurrentemente en el show infantil Hola Yola en el rol de «Burbujito». No era hasta el año 2001, cuando Ovalle se incursiona en la comedia participando en diversos espectáculos con unipersonales, para que en el año 2005, debutara en la televisión con el programa televisivo Sábado bravazo de la mano del productor argentino Guillermo Guille.
Tiempo después, se sumó al elenco del espacio humorístico Recargados de risa en el año 2007, la cual compartió al lado de otras figuras televisivas como Ernesto Pimentel y Mariella Zanetti. Además, Ovalle comenzó a realizar imitaciones a diversas celebridades y personajes ficticios, entre ellas, la de la chola Chatuca (parodia del personaje original de la chola Chabuca) y el pato Donald, siendo en este último dando origen a su nombre artístico actual.[cita requerida] Lanza su unipersonal bajo el nombre de Casado con G en el 2010.
Ovalle prestó su presencia para el programa El wasap de JB en 2019 y se incursiona en la radio debutando en la extinta emisora Okey Radio en el año 2009.[cita requerida] Además, presentó el programa cómico radial Los fantásticos del humor en 2012 con Miguel Barraza y Pablo Villanueva «Melcochita» y años después, condujo el espacio Patas arriba por la emisora La Mega en el 2020 y entre 2022 y 2023 presenta El súper show de la Karibeña al lado del humorista Miguel Moreno. Volvió a trabajar con Melcochita en 2021 para el show cómico Para cagarse de risa y protagonizó su evento anual El circo del Pato Ovalle.
Tras varios años alejado de la televisión, Ovalle fue incluido en el reparto del programa humorístico de la mano del canal Latina Televisión, bajo el nombre de  Jirón del humor, la cual compartiría segmentos junto a los artistas Chino Risas, Dorita Orbegoso y José Luis Cachay.
En 2024, Ovalle y Orbegoso condujeron el pódcast Hablando de más en Canal DM. Además, conformó el elenco principal del programa cómico web La casa de la comedia.

## Créditos

### Televisión
| Año       | Título                     | Rol                      | Emisión                 | Ref.             |
| --------- | -------------------------- | ------------------------ | ----------------------- | ---------------- |
| 1986      | Hola Yola                  | «Burbujito»              | América Televisión      | [ 1 ]            |
| 2005      | Sábado bravazo             | Comediante               | Panamericana Televisión | [ 4 ]            |
| 2006      | Risas de América           | Comediante e imitador    | América Televisión      | [ 4 ]            |
| 2006-2011 | Recargados de risa         | Comediante e imitador    | América Televisión      | [ 4 ]            |
| 2012-2013 | Risas de América           | Comediante e imitador    | América Televisión      | [ 4 ]            |
| 2019      | El wasap de JB             | Comediante invitado      | Latina Televisión       | [ 5 ]            |
| 2020      | Los reyes del playback     | Participante (Eliminado) | Latina Televisión       | [ 13 ]           |
| 2021      | El reventonazo de la chola | Comediante invitado      | América Televisión      | [cita requerida] |
| 2023      | Jirón del humor            | Comediante e imitador    | Latina Televisión       | [ 11 ] [ 12 ]    |

### Radio
| Año       | Título                       | Rol                  | Emisión           | Ref.             |
| --------- | ---------------------------- | -------------------- | ----------------- | ---------------- |
| 2009-2010 |                              | Locutor y comediante | Okey Radio        | [cita requerida] |
| 2011-2017 | Los fantásticos del humor    | Locutor y comediante | Radio La Karibeña | [ 6 ]            |
| 2020-2021 | Patas arriba                 | Locutor y comediante | La Mega           | [ 14 ] [ 7 ]     |
| 2021      | Los exitosos del humor       | Invitado especial    | Radio Exitosa     | [ 15 ]           |
| 2022-2023 | El súper show de la Karibeña | Locutor y comediante | Radio La Karibeña | [ 16 ] [ 8 ]     |

### Programas web
- La casa de la comedia (2024-2025), comediante y parte del elenco.
- Hablando de más (2024), presentador.